# Flatraket
Flatraket er en lille bygd i Selje kommune i Vestland fylke i Norge. Bygden ligger ca. 16 km øst for Måløy og ca 30 km fra centrum af Selje. Fra bygden er der udsigt mod øerne Silda og Stad (Stadlandet). Traditionelt har fiskeri og landbrug været de vigtigste erhverv.